# Sefa Ferré
Sefa Ferré Alsina (Reus, 7 de març de 1938) és una pintora catalana.

## Biografia
Amb una gran facilitat per al dibuix des de petita, va assistir a les classes que donava el seu pare, el pintor Josep Ferré Revascall, que fou el seu primer mestre, i a partir dels 10 anys a les classes de dibuix del Centre de Lectura.
Va fer els seus estudis artístics a l'Escola de Belles Arts de Barcelona, on es llicencià el 1962. Marxà a París, a l'École des Beaux-Arts, on va cursar durant tres anys l'especialització en gravat, sota la direcció de Jean-Eugène Bersier, però sense descuidar els seus estudis de pintura i dibuix. Allí obtingué el Premi Especial de gravat per a estrangers que anualment atorga l'escola. Retornà a Reus el 1966. Va ser catedràtica de dibuix a l'Institut Gaudí de Reus.
Cap al 1955 inicia la seva participació en mostres col·lectives, i així la trobem com l'artista més jove que pren part al Primer Saló de Nadal al Centre de Lectura de Reus, un Saló en què participen, entre d'altres, el seu pare, Ferré Revascall, Pere Calderó, Constantí Gavaldà, Maria Magda Nogués, Constantí Zamora, etc. Obté el Primer Premi de Gravat de la Direcció General de Belles Arts amb l'obra Cases de París (1962). L'any 1964 obté el guardó Santiago Barceló al VI Premi de Pintura Jove celebrat a la Sala Parés de Barcelona amb l'obra Barques (1962). L'any 1963 obté la menció honorifica a la Medalla Fortuny per la seva obra Castella, un concurs al qual es presenten cent vint obres i en què obté el primer Premi Grau Santos. El 1966 guanya la Medalla Tapiró de Pintura amb l'obra La Vilella Baixa, un quadre que podem considerar com un referent en la seva trajectòria. El 1967 obté la Medalla Fortuny per la seva obra Barques. Aquest mateix any obté el Premi Ciutat de Reus pel seu quadre Eivissa.
Hi ha obra permanent de Sefa Ferré a la Marjorie Parr Gallery de Londres, i obres seves al Museu d'Art Modern de Barcelona, a la Diputació de Barcelona, a la Diputació de Tarragona i a l'Ajuntament de Reus, i a diverses galeries de Chicago, Mèxic, Colòmbia, París i Japó. Ha il·lustrat llibres de prosa i poesia.

## Obra
Sefa Ferré aviat troba el seu llenguatge que, amb variacions, manté al llarg dels anys, i que fa que guanyi gairebé tots els premis que aquells anys es convoquen a les nostres contrades, així com a la resta de Catalunya i de l'Estat Espanyol. Hi ha un element definitori en les seves obres, que les vincula amb un dels artistes més importants del segle XX: l'element és el caràcter constructiu i l'artista és Picasso. En els seus primers treballs cal tenir en conté l'aspecte del color, les tonalitats ocres amb diferents matisos que són alternats amb la presència del blanc. En moltes de les seves obres presenta cases esglaonades. Dins de les estructures simplificades de les seves poblacions hi ha uns elements de les composicions arquitectòniques que cal destacar: finestres, balcons i persianes.

## Guardons[1]
- L'any 1955: pren part al Primer Saló de Nadal al Centre de Lectura de Reus.
- L'any 1964: obté el guardó Santiago Barceló al VI Premi de Pintura Jove celebrat a la Sala Parés de Barcelona amb l'obra Barques (1962).
- L'any 1963: obté la menció honorifica a la Medalla Fortuny per la seva obra Castella, un concurs al qual es presenten cent vint obres i en què obté el primer Premi Grau Santos.
- L'any 1966: guanya la Medalla Tapiró de Pintura amb l'obra La Vilella Baixa.
- L'any 1967: obté la Medalla Fortuny per la seva obra Barques.
- L'any 1967: obté el Premi Ciutat de Reus pel seu quadre Eivissa.
- L'any 1974: obté per segona vegada la Medalla Fortuny amb l'obra Positano.